# Blondelia
Blondelia – rodzaj muchówek z rodziny rączycowatych (Tachinidae).

## Wybrane gatunki
- B. arizonica (Townsend, 1915)[2]
- B. eufitchiae (Townsend, 1892)[2]
- B. hyphantriae (Tothill, 1922)[2]
- B. inclusa (Hartig, 1838)
- B. nigripes (Fallén, 1810)[3]
- B. obconica (Walker, 1853)[2]
- B. paradexoides (Townsend, 1926)[2]
- B. polita (Townsend, 1919)[2]
- B. siamensis (Baranov, 1938)